# 劉序 (正德進士)
劉序（1486年—？），字元禮，號豹林，陝西西安府長安縣人，民籍，明朝政治人物。

## 生平
正德十一年（1516年）丙子科陝西鄉試第一名舉人。正德十六年（1521年）中式辛巳科會試第三十四名，登第三甲第二十七名進士。授吏部主事，历任吏部文选司郎中，嘉靖十年（1531年）二月升太仆寺少卿，十二年六月考察免职。著有《刘豹林诗集》。

## 家族
曾祖劉得中；祖父劉讓；父劉璋，母李氏。慈侍下。